# Hendrik Heukels
Hendrik Heukels (Deventer, 11 september 1854 – Haarlem, 8 maart 1936) was een Nederlandse leraar aan de kweekschool en floraschrijver.
Hendrik Heukels was leraar aan de Rijkskweekschool te Nijmegen. Hij vond de kennis van de planten- en dierenwereld erg belangrijk en daarom vertaalde en bewerkte hij Otto Wünsche's Schulflora von Deutschland voor Nederland. Deze bewerking verscheen als de Schoolflora van Nederland onder zijn naam. 
In 1900 verscheen ook de Geïllustreerde schoolflora van zijn hand met tekeningen van planten. In 1932 verscheen er naast deze ook nog een beknopte versie. De flora zou uitgroeien tot de belangrijkste wetenschappelijke flora in Nederland. In 1933 verscheen de laatste druk van de Schoolflora van Nederland. Van de twee andere flora's (de geïllustreerde en de beknopte) bleven echter steeds nieuwe drukken verschijnen.
In 1901 was hij een van de oprichters van Nederlandsche Natuurhistorische Vereeniging. 
In de jaren 1903 tot 1906 inventariseerde hij in opdracht van de NNV welke volksnamen er bestonden voor de Nederlandse plantensoorten, teneinde tot een standaardlijst met Nederlandse plantennamen te komen met plantennamen die eenduidiger zouden zijn dan de gebruikelijke volksnamen die van plaats tot plaats varieerden. Het volledige werk, inclusief de niet-geselecteerde namen, verscheen in 1907.

## Externe Links
- ING, HEUKELS, Hendrik (1854-1936)
- Heimans en Thijssestichting, Biografie van Hendrik Heukels (1854-1936)

- Author citation (botany): Heukels
- Biografisch Portaal: 56450274
- Gemeinsame Normdatei: 117524050
- International Standard Name Identifier: 0000 0001 0988 3696
- Library of Congress Control Number: n87121996
- Nederlandse Thesaurus van Auteursnamen: 069399743
- Système universitaire de documentation: 231369859
- Virtual International Authority File: 6443000
- WorldCat: E39PBJkhQmjRdx7BMTtFp3xJjC